# Vlag van Schaffhausen

Vlag van Schaffhausen

De vlag van Schaffhausen is de vlag van het kanton Schaffhausen in Zwitserland. De vlag is vierkant en toont een zwarte ram op een geel veld. De ram draagt een gouden kroon en zijn hoeven, penis en tong zijn zichtbaar. De ram is een prehistorisch religieus symbool en beeldt kracht uit. Hij werd eerst, vanaf de 13e eeuw, ongekroond en met vier poten op de grond afgebeeld en draagt sinds 1512 een kroon. Op datzelfde moment werden zijn horens, penis en hoeven goudkleurig. Vanaf de jaren 1940-1949 staat hij nog alleen met zijn achterpoten op de grond. De kleuren geel en zwart zijn afgeleid van de kleuren van het Heilige Roomse Rijk.